# メートル
メートル（フランス語: mètre、英: metre
、アメリカ英語: meter、記号: m）は、国際単位系 (SI) およびMKS単位系における長さの計量単位である。
元々は、「地球の赤道と北極点の間の海抜ゼロにおける子午線弧長を 1/10000000 倍した長さ」を意図し、計量学の技術発展を反映して何度か更新された。
1983年（昭和58年）に基準が見直され、現在は「1秒の 299792458 分の1の時間に光が真空中を伝わる長さ、また光の速さが299 792 458 m/sとなるような長さ」と定義されている。
なお、CGS単位系ではセンチメートル (cm) が基本単位となる。
•  デシメートル ≪ メートル ≪ デカメートル

## 定義
現在の「メートル」は、以下のように定義される。この定義は第17回国際度量衡総会により1983年10月21日に決定され、第26回国際度量衡総会により改定され、2019年5月20日に施行された。定義の実質は1983年のものと同じである。
∆νCs は 133Cs （セシウム）の超微細構造遷移周波数である。
この定義により、真空中の光の速さは正確に 299792458 m/s である。

## 単位記号
メートルの単位記号は、小文字・立体の m である。大文字・立体の M と書かれることがあるが、誤りである。大文字・立体の M は、106を表すSI接頭語 メガ (mega) の記号である。ただし、計量法では単位記号の表記揺れに対する罰則はない（これに対して、計量単位の「メートル」を「メーター」と表記することはできない。）が、混乱を防ぐためには標準の表記が推奨される。

## 表記

### 語源
メートル (mètre) という名称は、「ものさし」または「測ること」を意味する古代ギリシャ語 μέτρον（メトロン）からの造語であり、計器類を意味するメーター (meterまたはmetre) と語源は同じである。

### 日本語の表記
計量法における表記は、「メートル」である。
日本語の「メートル」はフランス語 mètre からの外来語である。英語の metre / meter からの外来語である「メーター」も特に口頭では使用されることがあるが、計量法上は、「メーター」の表記は用いることはできない（計量法第8条第1項）。
なお、「メーター」は計器の意味で用いられる語である。
日本では1952年（昭和27年）2月29日までは漢字で「米」と書かれていた。
「米」は常用漢字表にあるものの、メートルの読みは常用漢字表にはなく、1952年（昭和27年）3月1日以降の計量法に則した取引・証明においては「米」の字を用いることはできない。
古くは「粁」（キロメートル）、「糎」（センチメートル）、「粍」（ミリメートル）にも漢字があてられ、準常用漢字として位置づけられていたが（#漢字表記も参照）、1942年（昭和17年）に国語審議会から発表された標準漢字表案の段階において準常用漢字から外され、第二次世界大戦後は使用機会も無くなった。

### 英語表記
国際規格ISO/IEC 80000 series Quantities and unitsの規定では、単位記号 m のみが国際的に定められており、単位名称は言語に依存するとしているが、本文には内規によりイギリス英語綴り（オクスフォード式綴り）が用いられ、metre表記が採用されている。
国際度量衡局が発行する国際単位系 (SI) 文書の英語版は上記のISO/IEC 80000 series Quantities and units.の表記に準拠している（meter → metre 以外では、liter → litre、deca → deka がある）。産業技術総合研究所計量標準総合センター (NMIJ) によって翻訳されたSI文書日本語版でも、ISO/IEC 80000に準ずる日本産業規格JIS Z 8000においても、metre表記が採用されている。このため全てのJIS規格において、metre 表記となっている。
国際規格の水平規格であるIEC 60050（国際電気技術用語集: IEV, electropedia）では各言語での表記を収録し、metreを英語での推奨用語として、meterを米国での同義語として収録している。
国際純正・応用化学連合 (IUPAC) のような国際的な学術団体では、表記が国際的に標準化されていないとして、metre表記に加えてmeter表記を許容する例もある。
国際天文学連合は、単位にはmetreを使うとし、meterは計器を示す文脈に使うよう明記している。
次項のアメリカ合衆国とフィリピン（の一部）における綴り meter は、数少ない例外である。米国では 1977年以降は、公式にmeterと綴られている（後述のメートル#米国における表記の経緯を参照）。
なお、単位の名称ではない、パーキングメータ(ー)やマイクロメータ(ー)、スピードメータ(ー)のような計器の名称には、「meter」の表記が多く使われている。

#### 米国・フィリピンでの表記
アメリカでも一時「metre」の綴りを使用していたが、1977年以降は公式に「meter」を用いるようになった。1975年のメートル法転換法 (en:Metric Conversion Act of 1975) によってアメリカ商務省はアメリカ国内においてSIの解釈と変更の責任を与えられ、商務省はアメリカ国立標準技術研究所 (NIST) に対しSIの解釈と変更の裁量権を与えた。2008年にNISTは、BIPMが発表した「Le Système international d'unités (SI)」第8版の英語翻訳書 (BIPM, 2006) に対してアメリカ版を発行した (Taylor and Thompson, 2008a)。この中でNISTは合衆国政府印刷局が定める公文書書式マニュアルに沿い、BIPM版の「metre」を「meter」、「litre」（リットル）を「liter」、「deca」（デカ：10倍の意）を「deka」に置き換えた (Taylor and Thompson, 2008a, p. iii)。NIST所長は、公式にこの変更を表明し、これはアメリカ合衆国におけるSIの「法解釈」の結果であるとした。ただし2017年版のNIST Handbook 44によれば、metre表記も許容されており、これは全米計量会議によって支持されている。
フィリピンでも、その計量法の規定においては「metre」の表記である。しかし、その他の法律や標準規格などでは「meter」としばしば表記されているのが実態である。

#### 米国における表記の経緯
米国が1971年に、 International System of Units（国際単位系）のフランス語版（仏版が正式文書）を翻訳し、NBS Special Publication 330（現在のNIST SP330）として出版したときには、メートルは公式に、metreと綴り、リットルはlitreと綴られていた。これは、英国がグラムの綴りとして、-grammeではなく-gram を受け入れたこととの取引（「紳士協定」）と理解されていた。
しかしその後、米国内では、meter, literを主張する様々な運動が展開され、1975年には 商務省 (Department of Commerce) が政府機関に -er の綴りとするようにアドバイスし、1977年のNIST SP330の改定時に、ついにmeter、liter、そしてdeca →deka の綴りが採用されるに至った。

### 派生語の英語発音
-metre ( -meter) で終わる語のアクセントは、その直前にあるのが普通である。例えば speedometer（速度計）のアクセントは、speedo- の第2シラブルに強アクセントがある。しかし、kilometre, millimetre, nanometre などの倍量単位・分量単位の英語発音では、その接頭語 (kilo, milli, nano) の最初のシラブルに強アクセントがある。
なお、オーストラリア政府のメートル法転換局 (Metric Conversion Board) が1975年に、kilometreのアクセントは第1シラブルにあると公式に宣言したにもかかわらず、当時の首相のゴフ・ホイットラムが、第2シラブルにアクセントがあるべきと主張したことがある。

### 漢字表記

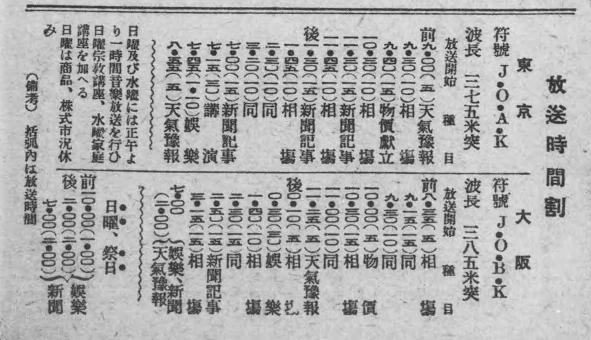
1925年のラジオ番組表。『朝日年鑑 大正14年 – 大正15年』より。メートルの当て字「米突」が見られる。

漢字では「米突」の字が宛てられており、ここから「米」一字だけでメートルの意味を表すようになった。日本では明治時代、中央気象台（現：気象庁）が「米」を偏とする以下のような倍量・分量単位の漢字を作り、1891年（明治24年）から各気象台で気象観測の月報などに使用して、一般にも広まった。一部は中国でも取り入れられている。
- マイクロメートル (µm) - 粆（一微[36]）（元の国訓は「ミクロン」）
- ミリメートル (mm) - 粍（一毛[36]）
- センチメートル (cm) - 糎（一厘[36]）
- デシメートル (dm) - 粉（元々「こな」の意味の文字だが、デシメートルの意味は日本で作られたもの（国訓）である。）（一分[36]）
- デカメートル (dam) - 籵
- ヘクトメートル (hm) - 粨
- キロメートル (km) - 粁
- ミリアメートル (104 m) - 𥸯（⿰米萬）

以上の様々な漢字表記は戦後まもなくまで使われたが、いずれも当用漢字から除外されたうえ、1951年（昭和26年）に施行された計量法において、取引・証明での使用が禁止されている。ただし粍・糎・米・粁の4字については、現在も有効な省令・勅令の一部に、単位の漢字表記として現用されているものが存在する。
中国では、伝統的な単位の尺と関連付けて、中華人民共和国成立以前はメートルを「公尺」とも呼んだが、現在大陸では「米」と呼ぶのが普通となっており、台湾に「公尺」の呼び方が残っている。

## 歴史

### 起こり
長さの少数単位の提案は、記録された中では1668年にイングランドの哲学者ジョン・ウィルキンスが著作『真性の文字と哲学的言語にむけての試論』提唱した普遍的測定単位 (universal measure) に見られる。
同年ウィルキンスは、クリストファー・レンが提案したクリスティアーン・ホイヘンスが観察した2秒の間隔を刻む時の振り子の長さを標準長とする案を受け入れた。その長さは38ラインランド・インチおよび39.25イギリス・インチ (997mm) に相当した。

### 名称
1675年にイタリアの科学者ティト・リビオ・ブラッティーニが著作『Misura Universale』の中で、古代ギリシャ語の「μέτρον καθολικόν（メトロン・カトリコン）」から普遍的測定単位を「metro cattolico」と書き表している。
フランス革命の直後の1790年5月に市民オーギュスト・サヴィニアン・ルブロンが長さの基本単位に対して、「メートル」という新たな名称を初めて提案した。彼はメートルという命名は「ひじょうにうまい表現であり、もともとフランス語だったと言ってもいいほどだ」と言っている。これがフランスで正式に採用され（「mètre」）次いで英語の「metre」となった。なお、現代ギリシャ語では μέτρο（メトロ）という。

### 子午線長による定義

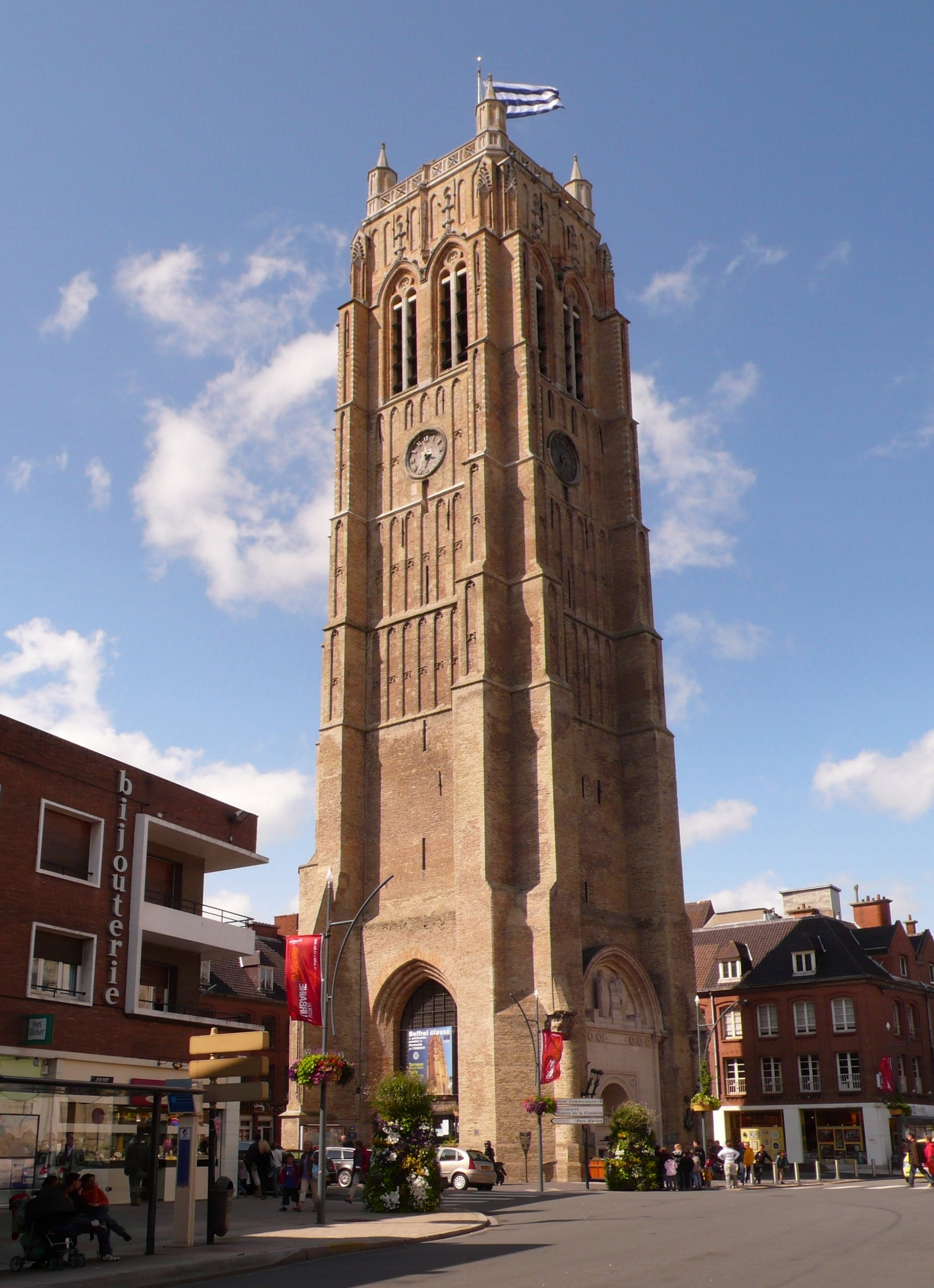
ダンケルクの鐘楼。ドランブルが行った測定の北限。

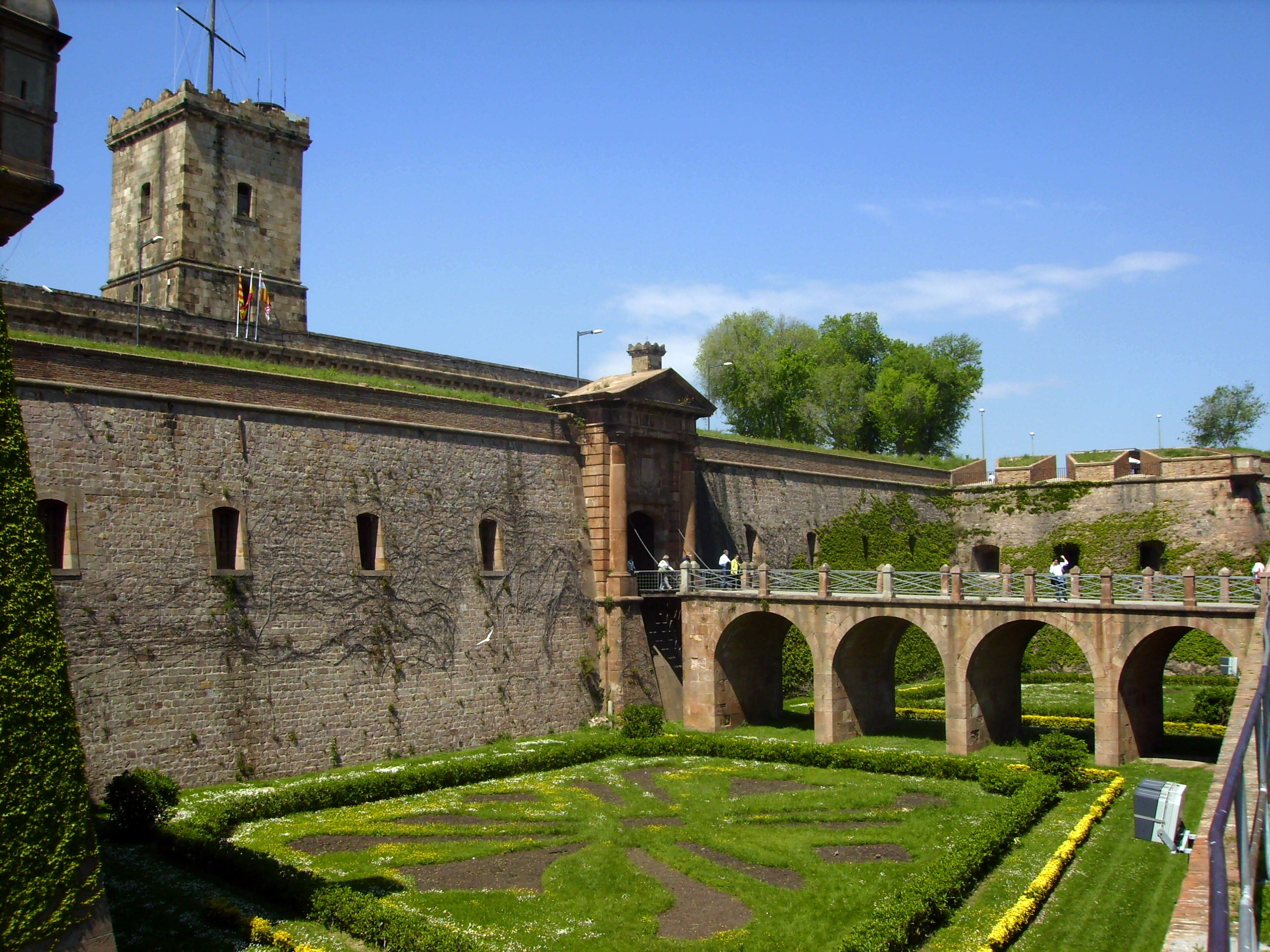
バルセロナのムンジュイックの丘にある要塞。メシャンが行った測定の南限。

人類がそれぞれの生活圏の中で過ごしている時代にはさして必要が無かったが、大航海時代を経て地球規模の航海や交流網が発達すると、長さの単位がまちまちな状態では不都合が多くなった。これに最も熱心に取り組んだのは、既に地球測量の実績を持つフランスだった。
1790年にフランスのシャルル＝モーリス・ド・タレーラン＝ペリゴールが普遍的な物理量基準の必要性を提唱し、これを国民議会が承認して基準づくりへの取組が始まった。当時、長さの標準単位を決める定義には、以下に示す3つの支持を集めた案があった。
1. 北緯45度の緯度にて[43]ウィルキンスの流れを汲んだ1⁄2秒の周波数を持つ振り子の長さ（3ピエ8リーニュ1⁄2[44]）
2. 地球の赤道全周長を4千万分の1にした長さ[42]
3. 同じく地球の子午線全周長を4千万分の1にした長さ[42]

この問題はパリ科学学士院で検討され、アントワーヌ・ラヴォアジエ、ジョゼフ＝ルイ・ラグランジュ、ジャン＝シャルル・ド・ボルダらが議論に加わった。1791年、フランスの科学アカデミーは子午線を基準に置く方法を選択した。その理由は、案1では実際の地球表面とジオイド面との差異によって重力は一定にならないため振り子の振幅は変動する点が問題視され、また案2では海上や熱帯気候に当たる赤道での測定は困難と判断されたためである。
普遍的に受け入れられる基本的な長さの単位を設定するに当たり、当時知られていた子午線の長さよりも更に正確な測定が求められた。イギリスやアメリカの協力が得られず、フランス科学アカデミーは単独でジャン＝バティスト・ジョゼフ・ドランブルとピエール・メシャンを派遣して、1792年から子午線弧長の測定を三角測量で行わせた。パリを起点に、北のダンケルクへはドランブル一行が、南のスペインのバルセロナへはメシャン一行がそれぞれ計測を担当し、緯度差9°39′27″.81の距離を最新の経緯儀などを携えて測量を開始した。しかし時はフランス革命のさ中にあり、持っていた測定機器から反革命分子のスパイ活動と間違えられたり、フランス革命戦争のためメシャンはスペインで足止めされるなど幾多の困難に直面した。その間にも政府は、暫定的にニコラ・ルイ・ド・ラカーユの測定値を用いて、新しい単位メートルを「パリを通過する北極点と赤道をつなぐ子午線長の107分の1を定める」という法律を1795年に公布した。測量は、1798年に完遂された。
測量から計算された結果、子午線全周の1⁄4に当たる北極点から赤道までの子午線弧長は5130740トワーズという数値が計算された。測定の終了を受けて、1799年にフランスは、これを1千万分の1にした値3ピエ11.296リーニュを1メートルと定めた。これは、1ヤードや2キュービットといった既存の長さ単位を意識して採用された。そして、白金で作られた板状のメートル原器（端度器）を製作し、これをフランス国立中央文書館に保管した。これはアルシーヴ原器 (Mètre des Archives) と呼ばれた。
この新しい長さの単位は、旧来の慣れ親しんだ寸法からすぐには切替わらなかった。フランスは1837年にメートル法以外の単位使用を法律で禁じ、1851年のロンドン万国博覧会や1867年のパリ万国博覧会などで広報活動を行い、普及に努めた。そのうち、蒸気機関車の発明による鉄道敷設や、実験を重視する科学の発達が統一基準の普及を求め、電気単位への採用などを通じてメートルは広まった。

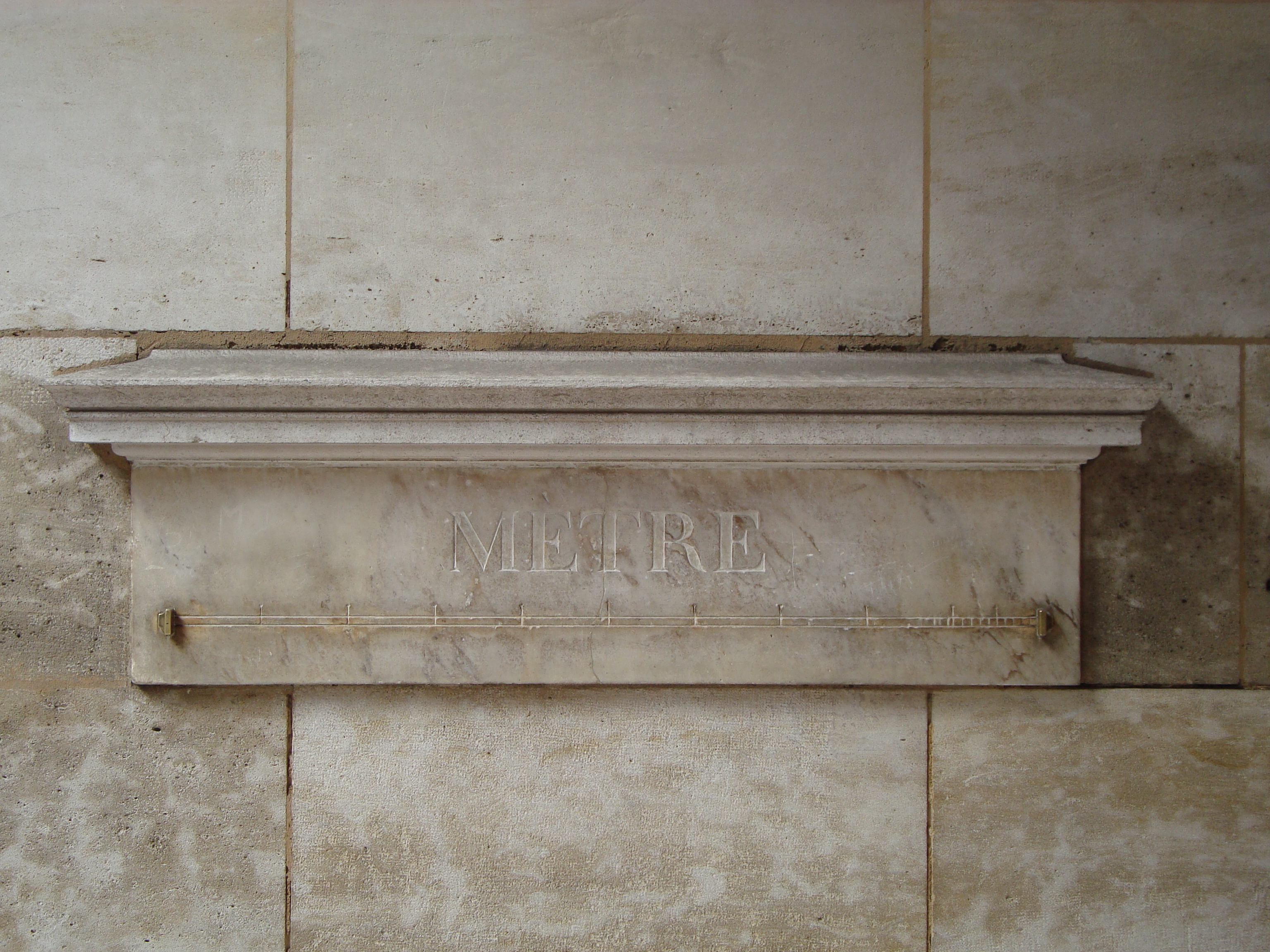
1796年から1797年にかけて啓蒙のためにパリの街中に16基設置されたメートル原器 (Mètre-étalon)。写真は6区のヴォージラール通り36

### メートル原器
現実には、地球の地殻表面は単純な正球または楕円球ではなく、標準長を設定する際の絶対的な基準とするには馴染まない。これが地球科学の発展で明らかとなってきた事に加え、ふたたび基準値を観測で得ようとすると、また地球を測るという費用と時間および労力をかけなければならないことから再現性が疑問視された。このため、1869年にアルシーヴ原器そのものが副原器の立場からメートルの基準そのものと変更された。
1870年代から、現代的な観点から新しいメートル法の規格を検討する一連の国際会議が開催された。1870年にフランスが主催した第1回国際メートル委員会は普仏戦争の影響で参加国が少なく実効的な決議を得られなかった。1872年には第2回委員会が開かれ、30本の原器を製作することが決まった。これは、アルシーヴの原器を基準に、白金90%とイリジウム10%の合金を用い、氷が融解する温度環境下で原器に刻まれた2本の目盛りの間を1mの基準とする、全長102cm、「X」字型の断面はアンリ・トレスカが考案した形状が採用された）。しかし、この原器は1875年のメートル条約に基づいた国際度量衡局 (Bureau International des Poids et Mesures, BIPM) 設立（フランスのセーヴル）に間に合わなかった。
1889年、国際度量衡総会 (Conférence Générale des Poids et Mesures, CGPM) 第1回大会が開催され、30本のうち最も正確と判断されたNo.6原器を正式な国際メートル原器と認定してこれを保管し、他の原器は国家単位へ配布した。
このオリジナルとなるメートル原器はBIPMによって特別な環境下で1889年まで保存された。しかし、原器は製作当初から精度に対する物理的な限界が指摘され、同時に経時的変化や紛失・焼損のリスクが常につきまとった。また、長さの原器となるものについての議論は続き、さらにアメリカ国立標準技術研究所によってメートル原器には製作時の誤差があることが発見された。

### クリプトン-86スペクトル長による定義
1873年、ジェームズ・クラーク・マクスウェルは著書『電磁気学』にて普遍的で高精度が期待される光の特定波長をメートルの単位にすべきという発想を示した。1893年、メートル原器へ初めての干渉法による計測が、マクスウェルと同じ主張を唱えるアルバート・マイケルソンによって行われた。1925年まで、干渉法はBIPMにて一般的に用いられたが、国際メートル原器は1960年まで長さの基準の地位にあった。しかし、暫定的に 0°C 1気圧の乾燥環境におけるカドミウム赤線の波長 6438.4696×10−10 m が使われつつ、色々な同位体元素の電磁スペクトルが検討された。
そして、1960年の第11回CGPMにて国際単位系によってメートルの定義は、クリプトン-86が真空中で発する電磁スペクトルであるオレンジ色‐赤色の発光スペクトルが示す波長の1650763.73倍と等しい長さへと変更された。この「0.73」という半端な小数点以下部分は、あくまでメートル原器の長さに波長数を合わせたためである。その後継続してレーザーの安定放出や測定方法の精度向上が図られたが、クリプトンランプを使う実験では再現性の悪さも問題となっていた。

### 光の速度による定義
不確実性の低減を目指し、1983年の第17回CGPMでメートルの定義はさらに変更され、現在用いられている「光速」と「秒」で表す方法になった。これはセシウム原子時計が発明され、正確な「秒」が決められた事と表裏一体を成している。
この定義は、真空中の光速を有効数字9桁という高い精度となる 299792458 m/s と固定して得たものである。さらに、特殊相対性理論によって光は光源の動きや方向に関わりなく、またどんな波長（振動数）でも一定であり、そして不変だという点が重視された。
このように現在採用されるメートルは一定時間における光が進む距離で定義されているが、実験室で現実に再現されるメートルは未だに標準的なレーザーを用いて干渉法で波長の数を数える測定をして得られる「図による表現」である。そして、この方法では3つの大きな制約が精度に課せられている。
- 観測対象の真空下における波長の不確かさ
- 媒体で生じる屈折率の不確かさ
- 干渉計がレーザーを数える際の解像度

メートルの定義には以下の関係式が用いられる。
{\displaystyle \lambda ={\frac {c}{nf}}.}
λ は決定された波長、c は理想的な真空中における光速、n は測定がされる媒体の屈折率、f は周波数を表す。この方法では、長さは最も正確な測定値のひとつである周波数 f に関連づけられる。
第17回CGPMで決定したこの定義では、科学者が行うレーザー波長の測定において不確かさを1/5に抑える副次的効果が意図された。さらに、研究室ごとの再現性も容易にするために、第17回CGPMではヨウ素で安定化したヘリウム - ネオンレーザーを推奨している。これによれば、波長は λHeNe = 632.99139822 nm となり、関連する不確かさ (U) の期待値は 2.5×10−11 となるこれは秒の定義における不確かさ (U = 5×10−16) よりも数段劣り、実験室における再現性には限界があることを表している。その結果、現在使われるメートルの実用的な設定は定義と違って真空中のヘリウム - ネオンレーザー波長 1579800.298728(39)個分で叙述される。
1999年から2000年には測定の絶対性を高めるために超短光パルスレーザーを用いる「光周波数コム」を利用した計測がアメリカやドイツを中心に提案され、この成果を受けて開発者のジョン・ホール（アメリカ）とテオドール・ヘンシュ（ドイツ）には2005年のノーベル物理学賞が授与された。日本は2009年（平成21年）7月16日に国家標準を光周波数コム装置へ変更した。

### 定義の変遷
- 1790年5月8日 - フランス革命後の国民議会が新たに、周波数が1/2秒となる振り子の長さを1メートルと定義した。
- 1791年3月30日 - フランス科学アカデミーが提案したパリを通過する北極点から赤道までの子午線の距離を1千万分の1にした長さを1メートルとする提案を国民議会が承認した。
- 1795年 - 黄銅製の暫定的なメートル原器が製作された。
- 1799年12月10日 - 国民議会は、1799年6月23日に製作されフランス国立中央文書館に保管された白金製メートル原器（アルシーヴ原器）を基準に指定した。
- 1869年（明治2年） - アルシーヴ原器そのものが1メートルの基準とされた[49]。
- 1889年（明治22年）9月28日 - 第1回国際度量衡総会 (CGPM) が開催され、白金と10 %イリジウム合金製メートル原器に刻まれた2本の線が、氷が融ける温度にて示す距離を1メートルと定義された。
- 1927年（昭和2年）10月6日 - 第7回国際度量衡総会にて再定義が施された。温度0 °C・標準気圧 (1 atm) の環境にて、水平面上に間隔を571 mm開けて平行になるよう設置した直径1 cm以上の円柱（ロール）2本の上に白金 (Pt) - イリジウム (Ir) 合金製メートル原器を置き、原器に刻まれた2つの中心線の軸を挟む距離を1メートルと規定した。
- 1960年（昭和35年）10月14日 - 第11回国際度量衡総会にて定義が一新され、クリプトン86原子の準位 2p10 と 5d5 との間の遷移に対応する光の真空中における波長の 1650763.73 倍に等しい長さを1メートルとした[67]。
- 1983年（昭和58年）10月21日 - 第17回国際度量衡総会にて、1メートルは真空中で光が1/299792458秒に進む距離と再定義された[68]。
- 2002年（平成14年） - 国際度量衡委員会 (International Committee for Weights and Measures, CIPM) は、メートルが固有長であるべきであり、一般相対性理論が予測する効果はほとんど影響を及ぼさず、ありうる実測の不確かさは無視してもかまわないとみなした[69]。

| 年     | 定義内容                                                                | 絶対的な不確かさ | 相対的な不確かさ |
| ------ | ----------------------------------------------------------------------- | ---------------- | ---------------- |
| 1795年 | 子午線1/4相当の距離の1/10000。 ドランブルとメシャンの測定から           | 0.5–0.1 mm       | 10−4             |
| 1869年 | 最初の原器「Metre des Archives」。白金製。 フランス国立中央文書館保管。 | 0.05–0.01 mm     | 10−5             |
| 1889年 | 白金-イリジウム合金製原器の氷融点温度時の長さ （第1回CGPM）             | 0.2–0.1 µm       | 10−7             |
| 1960年 | 原子変換；クリプトン86の光の波長の 1650763.73 倍 （第11回CGPM）         | 0.01–0.005 µm    | 10−8             |
| 1983年 | 真空中で光が 1/299792458 秒に進む距離 （第17回CGPM）                    | 0.1 nm           | 10−10            |

### 取扱い
原器を廃した現在の基準では、メートルは計測器（計量器）の測定結果が根底の基準となる。そのための具体的な計量器が指定され、日本の場合は計量法第134条に基づいて「特定標準器」を経済産業大臣が指定し、これが「国家基準」となる。2009年（平成21年）7月16日に日本はメートル計量器指定を更新し、「モード同期ファイバレーザ」を使用する光周波数コムが採用された。これは従来の方法よりも300倍の精度向上を果たしている。
最新の定義は光速を基準にしているが、CIPMは過去のクリプトンスペクトル長を基準としたメートルおよびそれを基にした測定結果を否定した訳ではない。問題は、それぞれの不確かさにある差であり、測定結果を取扱う際にこれを充分念頭に置くことが必要としている。逆に、求める測定誤差範囲によっては光速以外の方法で基準のメートルを求めても良いものとしている。

## 倍量単位・分量単位
SI接頭語では、メートルの十進法による倍量単位・分量単位を定めている。定義上あり得る全ての単位を以下の表に示す。実用されているものは太字で示す。
| 分量                           | 分量 | 分量             |        | 倍量 | 倍量           | 倍量 |
| 値                             | 記号 | 名称             | 値     | 記号 | 名称           |      |
| 10−1 m                         | dm   | デシメートル     | 101 m  | dam  | デカメートル   |      |
| 10−2 m                         | cm   | センチメートル   | 102 m  | hm   | ヘクトメートル |      |
| 10−3 m                         | mm   | ミリメートル     | 103 m  | km   | キロメートル   |      |
| 10−6 m                         | µm   | マイクロメートル | 106 m  | Mm   | メガメートル   |      |
| 10−9 m                         | nm   | ナノメートル     | 109 m  | Gm   | ギガメートル   |      |
| 10−12 m                        | pm   | ピコメートル     | 1012 m | Tm   | テラメートル   |      |
| 10−15 m                        | fm   | フェムトメートル | 1015 m | Pm   | ペタメートル   |      |
| 10−18 m                        | am   | アトメートル     | 1018 m | Em   | エクサメートル |      |
| 10−21 m                        | zm   | ゼプトメートル   | 1021 m | Zm   | ゼタメートル   |      |
| 10−24 m                        | ym   | ヨクトメートル   | 1024 m | Ym   | ヨタメートル   |      |
| 10−27 m                        | rm   | ロントメートル   | 1027 m | Rm   | ロナメートル   |      |
| 10−30 m                        | qm   | クエクトメートル | 1030 m | Qm   | クエタメートル |      |
| 実用されている単位を太字で示す |      |                  |        |      |                |      |

かつてはミクロン (micron) がマイクロメートル (micrometre) の代わりに使われることがあった。しかし、この単位は国際単位系 (SI) でも日本の計量法でも現在は認められておらず、使用することはできない。
フェムトメートルには、フェルミまたはユカワの別名があった。
長大な距離ではkmだけでなく、天文単位や光年またはパーセクといった単位が用いられることが多い。kmを超える倍量単位は、実用上ほとんど使われない。またかつては1万倍を表す「ミリア」という接頭語も存在したが、これもあまり用いられることなく、現在では廃止されている。
分量単位では、アトメートル (am) が現代物理学で解明されている最小スケールであり、それより小さいものではプランク長 (∼ 10−35 m) オーダーまで表すべき長さが現在のところほとんど存在しないため、理論上は考えられるもののほとんど使われない。

## 派生単位
メートルはSIの基本単位であり、メートルから派生した単位は多数あるため、ここで全てを挙げることはせず、メートルのみを使用した単位 (整数 n を用いて、"mn" と略されるもののみ)を挙げる。
- m2 -- 平方メートル。面積。
- m3 -- 立方メートル。体積。
- m4 --四次元空間。断面二次モーメント。
- m−1 -- 毎メートル。波数など。
- m−2 -- 毎平方メートル。人口密度など。
- m−3 -- 毎立方メートル。不純物の割合など。

## 符号位置
| 記号 | Unicode | JIS X 0213 | 文字参照          | 名称             |
| ---- | ------- | ---------- | ----------------- | ---------------- |
| ㎙   | U+3399  | -          | &#x3399; &#13209; | フェムトメートル |
| ㎚   | U+339A  | -          | &#x339A; &#13210; | ナノメートル     |
| ㎛   | U+339B  | -          | &#x339B; &#13211; | マイクロメートル |
| ㎜   | U+339C  | 1-13-48    | &#x339C; &#13212; | ミリメートル     |
| ㎝   | U+339D  | 1-13-49    | &#x339D; &#13213; | センチメートル   |
| ㍷   | U+3377  | -          | &#x3377; &#13175; | デシメートル     |
| ㎞   | U+339E  | 1-13-50    | &#x339E; &#13214; | キロメートル     |
| ㍍   | U+334D  | 1-13-35    | &#x334D; &#13133; | 全角メートル     |
| ㌖   | U+3316  | -          | &#x3316; &#13078; | 全角キロメートル |

Unicodeには、CJK互換用文字として上記の文字が収録されている。これらは、既存の文字コードに対する後方互換性のために収録されているものであり、使用は推奨されない。

## 他の単位との関係
|                | メートル（SI単位） | インチ   | フィート   | ヤード     | 寸        | 曲尺      | 鯨尺       |
| -------------- | ------------------ | -------- | ---------- | ---------- | --------- | --------- | ---------- |
| 1 m(メートル)  | = 1                | ≈ 39.370 | ≈ 3.2808   | ≈ 1.0936   | = 33      | = 3.3     | = 2.64     |
| 1 in(インチ)   | = 0.0254           | = 1      | ≈ 0.083333 | ≈ 0.027778 | = 0.8382  | = 0.08382 | = 0.067056 |
| 1 ft(フィート) | = 0.3048           | = 12     | = 1        | ≈ 0.33333  | = 10.0584 | = 1.00584 | = 0.804672 |
| 1 yd(ヤード)   | = 0.9144           | = 36     | = 3        | = 1        | = 30.1752 | = 3.01752 | = 2.414016 |
| 1 寸           | ≈ 0.030303         | ≈ 1.1930 | ≈ 0.099419 | ≈ 0.033140 | = 1       | = 0.1     | = 0.08     |
| 1 尺(曲尺)     | ≈ 0.30303          | ≈ 11.930 | ≈ 0.99419  | ≈ 0.33140  | = 10      | = 1       | = 0.8      |
| 1 尺(鯨尺)     | ≈ 0.37879          | ≈ 14.913 | ≈ 1.2427   | ≈ 0.41425  | = 12.5    | = 1.25    | = 1        |

|      | メートル （SI単位） | 海里         | ヤード    | チェーン   | マイル       | 尺          | 間         | 町          | 里            |
| ---- | ------------------- | ------------ | --------- | ---------- | ------------ | ----------- | ---------- | ----------- | ------------- |
| 1 m  | = 1                 | ≈ 0.00053996 | ≈ 1.0936  | ≈ 0.049710 | ≈ 0.00062137 | = 3.3       | = 0.55     | ≈ 0.0091667 | ≈ 0.00025463  |
| 1 M  | = 1852              | = 1          | ≈ 2025.4  | ≈ 92.062   | ≈ 1.1508     | = 6111.6    | = 1018.6   | ≈ 16.9767   | ≈ 0.47157     |
| 1 yd | = 0.9144            | ≈ 0.00049374 | = 1       | ≈ 0.045455 | ≈ 0.00056818 | = 3.01752   | = 0.50292  | ≈ 0.0083820 | ≈ 0.00023283  |
| 1 ch | = 20.1168           | ≈ 0.010862   | = 22      | = 1        | = 0.0125     | = 66.38544  | = 11.06424 | ≈ 0.18440   | ≈ 0.0051223   |
| 1 mi | = 1609.344          | ≈ 0.86898    | = 1760    | = 80       | = 1          | = 5310.8352 | = 885.1392 | ≈ 14.752    | ≈ 0.40979     |
| 1 尺 | ≈ 0.30303           | ≈ 0.00016362 | ≈ 0.33140 | ≈ 0.015064 | ≈ 0.00018829 | = 1         | = 0.16667  | ≈ 0.0027778 | ≈ 0.000077160 |
| 1 間 | ≈ 1.8182            | ≈ 0.00098174 | ≈ 1.9884  | ≈ 0.090381 | ≈ 0.0011298  | = 6         | = 1        | ≈ 0.016667  | ≈ 0.00046296  |
| 1 町 | ≈ 109.09            | ≈ 0.058904   | ≈ 119.30  | ≈ 5.4229   | ≈ 0.067786   | = 360       | = 60       | = 1         | ≈ 0.027778    |
| 1 里 | ≈ 3927.3            | ≈ 2.1206     | ≈ 4294.9  | ≈ 195.22   | ≈ 2.4403     | = 12960     | = 2160     | = 36        | = 1           |